# Llista d'historiadors romans
A continuació es presenta una llista dels historiadors romans més destacats de l'època clàssica.
| Índex A B C D E F G H I J K L M N O P Q R S T U V W X Y Z |

## A
- Ablavi
- Acoli
- Marc Actori Nasó
- Agripa Càstor
- Ammià Marcel·lí
- Quint Valeri Ànties
- Luci Celi Antípater
- Apol·loni (llibert)
- Appià
- Arrià
- Flavi Arrià
- Publi Semproni Asel·lió
- Aspasi de Tir
- Ateu Pretextat
- Juli Aterià
- Gneu Aufidi

## B
- Bruci

## C
- Calpurnià Crepereu
- Juli Capitolí
- Cassi Dió
- Cornut (historiador)
- Cràtor
- Cremuci Cordus

## D
- Del·li

## E
- Lampri Eli
- Eutropi (historiador)

## F
- Gai Fanni
- Fenestel·la
- Fest
- Luci Anneu Florus
- Curi Fortunacià

## G
- Vulcaci Gal·licà
- Gneu Gel·li
- Tanusi Gemin
- Gai Acili Glabrió

## H
- Heliconi
- Herodià (historiador)
- Hidaci

## J
- Jordanes
- Flavi Josep (Flavius Joseppus)
- Justí (historiador)

## L
- Luci Escriboni Libó (tribú i historiador)
- Titus Livi
- Luci Lucceu
- Lutaci

## M
- Marc Actori Nasó

## P
- Pescenni Fest
- Procil·li (historiador)

## Q
- Querees (historiador)
- Quint Claudi Quadrigari
- Quint Curti Ruf
- Quint Fabi Pictor (historiador)
- Quint Valeri Ànties

## S
- Gai Sal·lusti Crisp
- Publi Semproni Asel·lió
- Sulpici Galba
- Sulpici Sever

## T
- Tàcit
- Trebel·li Pol·lió
- Troge Pompeu

## V
- Venoni
- Sext Aureli Víctor
- Volcaci Terencià